# Neckera filicina
Neckera filicina là một loài rêu trong họ Neckeraceae. Loài này được Hedw. mô tả khoa học đầu tiên năm 1801.